# Eating Out
Eating Out je americký hraný film z roku 2004, který režíroval Q. Allan Brocka podle vlastního scénáře. Snímek měl světovou premiéru na Phoenix International Lesbian and Gay Film Festivalu dne 14. února 2004. Po úspěchu bylo natočeno několik dalších pokračování.

## Děj
Caleb se právě rozešel se svou přítelkyní Tiffany a těžce to snáší. Jeho homosexuální spolubydlící Kyle mu doporučí, aby ze sebe dělal gaye, protože potom bude pro dívky atraktivnější. Společně jdou na večírek ke Gwen, jejíž nejlepší kamarád a spolubydlící Marc je gay a Kyleovi se dlouho líbí. Problém je, že Marc se o Kyla nezajímá. Gwen se o Caleba začne zajímat jen proto, že je gay a představí ho Marcovi. Ten má o Caleba zájem a pozve ho na rande. Kyle žárlí. Pro Caleba se situace stále více komplikuje. Předstírá před Gwen, že je panic a ta mu pomůže přes telefon se uvolnit, aby mu Marc provedl felaci. Caleb chce uvést vše na pravou míru, a proto pozve Marca a Gwen na společnou večeři k nim do bytu. Netuší ovšem, že Kyle pozval i jeho rodiče a sestru. Při společné večeři Gwen prozradí rodičům, že jejich syn je gay. Rodiče jsou překvapeni, především poté, co na večeři dorazí i Tiffany, aby se přesvědčila, jestli je Caleb opravdu gay. Po jejich odchodu Caleb prozradí, že není gay a je zamilovaný do Gwen, ta mu odpustí. Marc řekne Kylovi, že ho ignoroval záměrně a že ho už delší dobu pozoruje.

## Obsazení
| Scott Lunsford | Caleb Peterson |
| Jim Verraros   | Kyle           |
| Emily Stiles   | Gwen Anderson  |
| Ryan Carnes    | Marc Everhard  |
| Rebekah Kochan | Tiffany        |

## Ocenění
- Breckenridge Festival of Film - nejlepší LGBT film
- Dallas OUT TAKES - Audience Award
- Phoenix Out Far! Lesbian and Gay Film Festival - Audience Award - nejlepší hraný film
- Rhode Island International Film Festival - Grand Prize - nejlepší hraný film
- San Diego Film Festival 2004 - Audience Award - nejlepší hraný film
- San Francisco International Lesbian & Gay Film Festival - nejlepší filmový debut